# پنجه‌گرگی تک‌قیفی
پنجه‌گرگی تک‌قیفی (نام علمی: Lycopodium lagopus) نام یک گونه از سرده کاج‌های زمینی است.
در سرزمین‌های سرد شمالی مانند کانادا، گرینلند، روسیه و اسکاندیناوی و شمال ایالات متحده از جمله آلاسکا می‌روید.